# Espondeilhan
Espondeilhan là một xã trong vùng Occitanie, thuộc tỉnh Hérault, quận Béziers, tổng Servian. Tọa độ địa lý của xã là 43° 26' vĩ độ bắc, 03° 15' kinh độ đông. Espondeilhan nằm trên độ cao trung bình là 60 mét trên mực nước biển, có điểm thấp nhất là 60 mét và điểm cao nhất là 123 mét. Xã có diện tích 5,08 km², dân số vào thời điểm 1999 là 623 người; mật độ dân số là 122 người/km².

## Thông tin nhân khẩu
| 1962 | 1968 | 1975 | 1982 | 1990 | 1999 |
| ---- | ---- | ---- | ---- | ---- | ---- |
| 316  | 354  | 323  | 356  | 517  | 623  |